# Västergötlands runinskrifter 91
Västergötlands runinskrifter 91 är en medeltida runristad kistlocksformad gravhäll av sandsten som funnits på Högstena kyrkogård i Högstena socken och Falköpings kommun. Stenen förvaras nu på Västergötlands museum. Stenens mått är 1,53 gånger 0,67 meter.

## Inskriften
Translitterering av runraden:
-(e)idir : au : b(a)͡rne : do : kona ¶ andræsa : præst :
Normalisering till äldre fornsvenska:
[H]æiðr(?). Af barni do kona Andresa præsts.
Översättning till nusvenska:
Hed(?). I barnsäng dog Andreas prästs hustru.